# Eva Aggerholm
Eva Preetsman Aggerholm (Sæby, 30 de septiembre de 1879-Madrid, 14 de enero de 1959) fue una escultora vanguardista española de origen danés.

## Biografía
Nació en Dinamarca en el seno de una familia acomodada, lo que le permitió recibir una excelente educación y viajar a diferentes ciudades. Su formación la llevó a realizar una traducción del libro titulado Tina de  Herman Bang, del danés al alemán. Posteriormente, estudió en la Escuela de Bellas Artes de Copenhague para seguir su formación en París en la Academia Humbert en 1908. Allí perfeccionó su estilo, específicamente en el estudio de Antoine Bourdelle, discípulo de Auguste Rodin. En ese periodo conoce al pintor español Daniel Vázquez Díaz, con el que se casará en 1911, convirtiéndose al catolicismo y obteniendo la nacionalidad española. Tras casarse viajó por España, Europa y América estableciendo finalmente su residencia definitiva en Madrid.

## Trayectoria profesional
Con el nacimiento de su hijo Rafael Vázquez Aggerholm en París en 1911, su participación en certámenes artísticos y producción de obra disminuye temporalmente. En 1915 vuelve a España, junto a su familia, y dos años después participa en la Exposición Nacional de Bellas artes con dos obras: Cleopatra y El ciego de la guitarra.

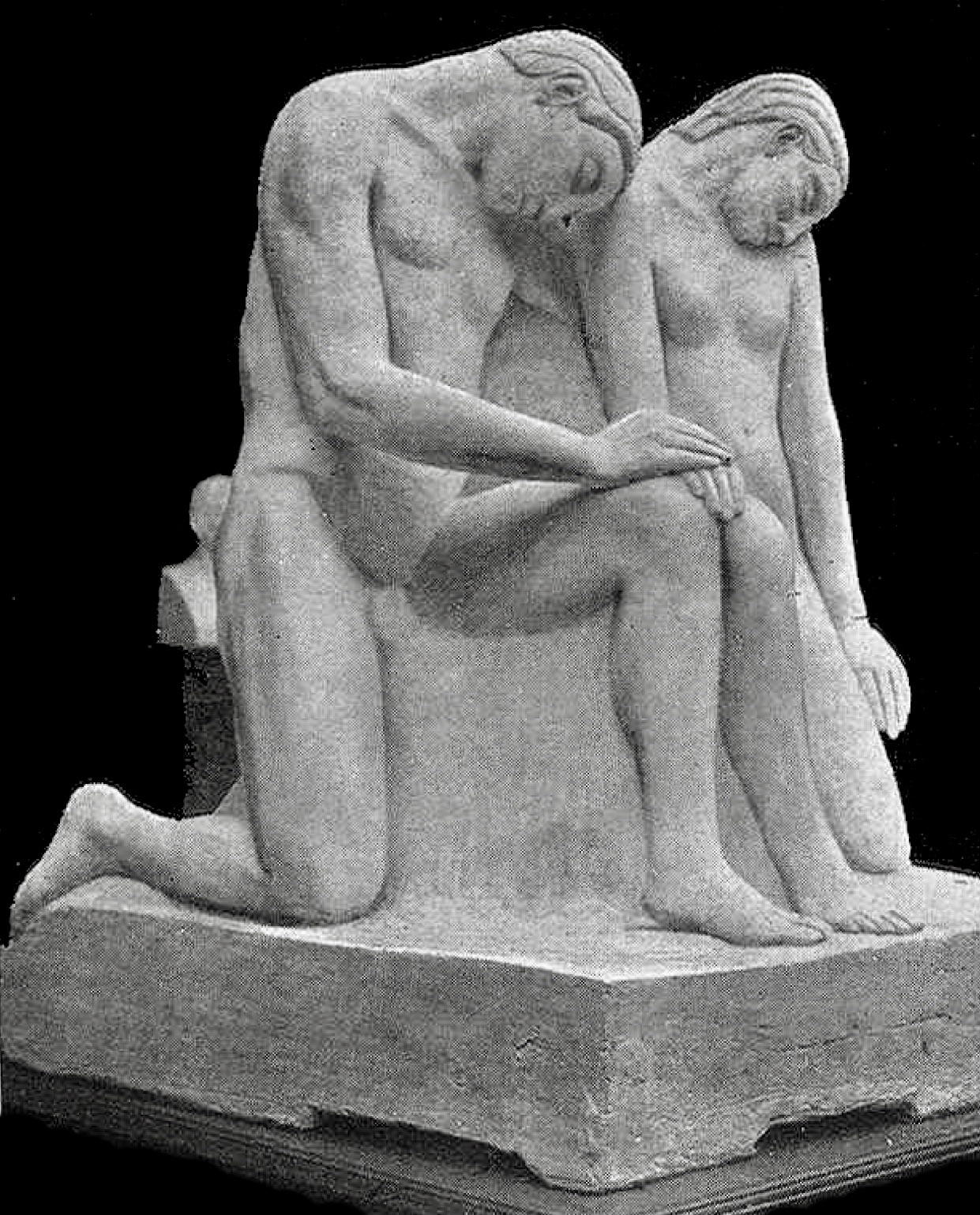
A los padres. Grupo escultórico de carácter funerario.

En 1919 concurre a la muestra realizada en la Sala de Exposiciones de la Dirección General de Bellas Artes y al año siguiente, se presenta en la Exposición Nacional de Bellas Artes y al Salón de Otoño. Al primer certamen envía un conjunto funerario realizado en escayola titulado A los padres y un bronce con pedestal de mármol dedicado a su hijo, con el título Rafaelito. Mientras que en el Salón de Otoño expone la obra Cabeza y Arca bizantina. Al año siguiente participa en la Exposición Váquez-Díaz en el Palacio de Bibliotecas y Museos de Madrid junto con su marido, haciendo referencia a la misma la revista literaria La Pluma que destacaba el compromiso de los artistas con el arte contemporáneo, a través de unas obras de trazado muy personal y a la vanguardia.

"Es reposo, éxtasis, ternura y dolor, sencillamente entregados a su emotividad. Las esculturas de Eva Aggerholm fijan estados anímicos con una calma fervorosa de oración y con esa fuerza latente y quieta de los verdaderos trozos arquitectónicos"
Silvio Lago. "La Esfera", 1921

Tras esto, comienza un periodo en el que, por motivos profesionales, viaja a Barcelona, Portugal y Buenos Aires, donde su marido realiza varias exposiciones. Eva sigue trabajando y participa en 1926 en la Exposición Nacional de Bellas Artes con dos obras realizadas en yeso. En 1929 obtiene el Diploma de Honor de Primera clase en la Exposición Internacional de Barcelona y en 1930 establece su residencia en Madrid en la calle María de Molina. Su producción artística sigue activa a los cincuenta años presentando obras de bronce y madera tallada policromada a la Exposición Nacional de 1932 y participando en la Exposición de Arte Español por la Sociedad de Artistas Ibéricos en Copenhague, realizada en la Galerie Flechtheim de Charlottenborg, junto con otros artistas entre los que se encuentra Ángeles Santos Torroella.
Aggerholm consiguió enriquecerse de las influencias de artistas, a través de sus numerosos viajes por toda Europa. Asimiló y transformó las vanguardias parisinas y españolas para crear un estilo propio. La simbiosis entre su producción y la de su marido es visible en la relación estética existente entre sus obras. Es una escultora que marcó un antes y un después en las obras de muchos de sus contemporáneos, pero como sucede en la mayoría de las artistas mujeres de esta época, no podemos tener certera referencia de la totalidad de su obra, ya que nos ha llegado una escasa referencia de la misma.
Ocho años antes de su muerte la artista sufrió una hemiplejia del lado izquierdo, impidiéndole la movilidad totalmente. En 1959, Aggerholm falleció, heredando su familia la mayor parte de sus obras, algunas de las cuales fueron donadas al Museo Español de Arte Contemporáneo (MEAC).

## Estilo artístico

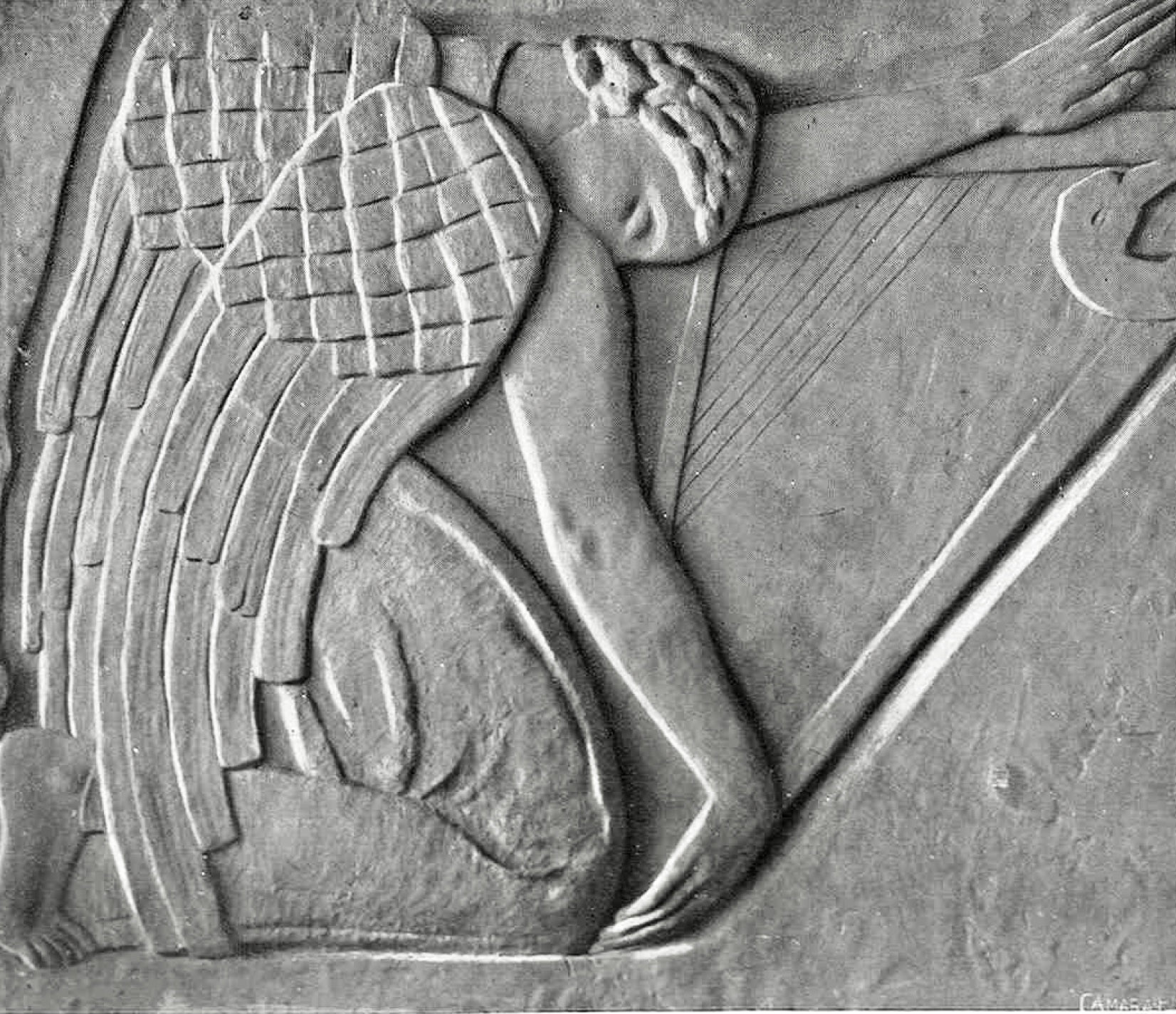
El ángel del dolor. Relieve realizada en talla en piedra.

En sus primeros años abogó tanto por la pintura y el dibujo como por la escultura. A partir del 1910 decidió volcarse completamente en la escultura. Es una artista muy polifacética que ofrece un conocimiento técnico profundo y variado, así es autora de pequeñas pequeñas estatuillas o retratos a yeso y obras modeladas en barro, los cuales utilizaba para fundir más adelante las piezas en bronce. También experimentó con la madera creando tallas muy significativas que incluso policromaba. Dentro de su obra ocupa un lugar destacado las piezas realizadas a piedra labrada, con maza y cincel con las que tallaba tanto relieves como creaciones en bulto redondo.
En referencia a los bustos, la característica más notable en sus obras es la individualización del retratado, lo cual consigue mediante la interpretación de los rasgos físicos de una forma muy detallada y personal. Siguiendo las directrices del espíritu de vanguardia de aquel momento, apuesta por la experimentación y la iconografía femenina.
Las temáticas escogida invita al recogimiento y al misticismo. Los temas alegóricos o incluso los retratos están trabajadas con purezas de línea que transmiten austeridad y misterio. El resultado es una producción de marcado aire místico que invita a la calma. Como bien describiría Silvio Lago para su artículo de La Esfera: "Nos encontramos ante una escultora de extraordinaria sensibilidad que produce un arte noble, hondo y armonioso".

## Exposiciones
- Exposición Nacional de Bellas Artes (1917).[16]
- Exposición realizada en la Sala de Exposiciones de la Dirección General de Bellas Artes (1919).[8]
- Exposición Internacional de Barcelona (1919).[17]
- Exposición Nacional de Bellas Artes (1920).
- Exposición Primer Salón de Otoño (1920).
- Exposición Vázquez-Díaz (1921).
- Exposición de Escultura Policromada (1922).[18]
- Exposición Nacional de Bellas Artes (1926).
- Exposición Internacional de Barcelona (1929).
- Exposición Nacional de Bellas Artes (1932).
- Exposición de Arte Español por la Sociedad de Artistas Ibéricos en Copenhague (1932).[14]
- Concurso Nacional de Escultura (1933).[19]
- Exposición de Arte Español en Berlín (1933).[14]
- Exposición Nacional de Bellas Artes (1935). Sección de grabado y dibujo
- L' Art Espagnol Contemporain (París, febrero - abril de 1936). Celebrada en el Galerie Nationale du Jeu de Paume.[14]
- Exposición de Pintura y Escultura de Daniel Vázquez y Eva Aggerholm. (Del 6 al 23 de abril de 1945). Galería Aspa. Valladolid.

## Obras

### Escultura
- Rafaelito (1916).
- Cleopatra (1917).
- El ciego de la guitarra (1917).
- Dolor.
- Pureza.
- Magdalena.[20]
- A los padres (1920).
- Arca bizantina (1920).
- El ángel del dolor (1921).
- Al alba (1926).
- Virginidad (1926).
- Madre (1932). Madera tallada y policromada.[21]
- Argentino (1932). Bronce cincelado
- Cabeza bronceada (1932). Exposición de artista Iberos. Copenhague,[22]
- Virgen policromada (1932). Exposición de artista Iberos. Copenhague.
- Desnudo (1940), conservada en el Museo Nacional Centro de Arte Reina Sofía (MNCARS).
- Señora Duarte (1942).
- Cabeza de muchacha (1948), conservado en el Museo Nacional Centro de Arte Reina Sofía.
- María (Talla en madera)[23]
- Argentino (Bronce cincelado)
- Sueño de Amor (Hierro)

### Dibujo
- Portugueses
- Pesacador dormido
- Desnudo

## Premios
- Condecoración en la Exposición Nacional de Bellas Artes (1920)[24]
- Diploma de Primera Clase en la Exposición Nacional de Bellas Artes (1929).[25]
- Medalla de honor en la Exposición Internacional de Barcelona (1929).[26]
- Accésit en el Concurso Nacional de Escultura.[27]
- Tercera Medalla por el retrato de la Señora Duarte (1942).